# La Niña

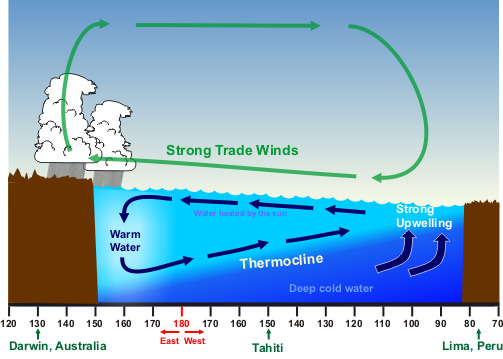
Voorwaarden voor het ontstaan van La Niña

La Niña (Spaans voor het meisje) is een periode van een aantal maanden waarin het weer in grote delen van de wereld afwijkt van het gemiddelde. La Niña is in veel opzichten het tegengestelde van El Niño. La Niña wordt veroorzaakt door de zeestroming in de Grote Oceaan voor de westkust van Zuid-Amerika. In een jaar waarin La Niña optreedt zijn de gyres relatief zwak en is er relatief sterke opwelling van diep, koud water in dit deel van de oceaan. Als gevolg is de temperatuur van het oceaanwater voor de kust van Zuid-Amerika een aantal graden lager dan in "normale" jaren. Het weer in het oosten van Zuid-Amerika is daardoor droger dan normaal. Ook ontstaan door het relatief koude oppervlaktewater in dit deel van de Grote Oceaan minder tropische cyclonen dan gemiddeld. Het warme water voor de Zuid-Amerikaanse kust wordt weggedreven naar Australië en Indonesië, verder dan in een "normaal" jaar, waardoor er juist meer regen valt in Azië en Australië. 
Meer uitgesproken Las Niñas kwamen voor in de periode 1988-1989 en 1998-2001, La Niña was tamelijk zwak in 1995-1996. De La Niña van 2007-2008 was de sterkste ooit gemeten en zorgde voor kouderecords in onder andere China en Noord-Amerika. In 2010-2011 zorgde La Niña onder andere voor hevige regenval en overstromingen in Australië en Europa en voor modderstromen in Brazilië. De overstromingen in Suriname van 2022 waren eveneens het gevolg van La Niña.
De invloed van La Niña is tegengesteld aan die van El Niño. Zo zal het op plaatsen waar het tijdens El Niño heel droog was nu veel regenen en omgekeerd. Dat de watertemperaturen in het oostelijke tropische deel van de Grote Oceaan relatief laag zijn is een vrij normale situatie. Passaatwinden blazen oceaanwater in westelijke richting zodat dit wordt aangevuld met koud water dat van zuidelijke breedte wordt aangevoerd en uit de diepte opwelt. Sturende factor is het semi-permanente hogedrukgebied op 20° tot 40° ZB. Bij een La Niña is het water nog kouder dan normaal wat blijkt uit metingen en satellietgegevens. La Niña is mogelijk de veroorzaker van ernstige droogteperioden in de Verenigde Staten.